# WWE Backstage
WWE Backstage fue un programa de estudio de lucha libre profesional que se transmitió en vivo todos los martes a las 11:00 PM EST en FS1. El show fue conducido por Renee Young y Booker T.
El programa se estrenó el 5 de noviembre de 2019 con episodios especiales de vista previa que se transmitieron el 15 de octubre de 2019 y el 25 de octubre de 2019. El 13 de marzo de 2020, la filmación del programa se detuvo debido a la pandemia de COVID-19. El 22 de junio de 2020, FS1 anunció que el programa ya no será un programa semanal y la producción del programa fue suspendida. El 21 de enero de 2021, la WWE anunció un episodio especial el 30 de enero sobre el próximo evento Royal Rumble.

## Premisa
WWE Backstage fue alojado por Renee Young y Booker T, quienes discuten las noticias e historias más importantes de la WWE junto con los aportes de otros colaboradores y analistas.

## Personal en el aire
El personal en el aire presentado en WWE Backstage incluye:

#### Anfitriones
- Renee Young
- Booker T

#### Colaboradores
- Christian
- Paige
- CM Punk
- Ember Moon
- Mark Henry

#### Noticias corresponsales
- Ryan Satin